# Guilherme Plaster
Guilherme Plaster (São Paulo, 22 de março de 1887 — Rio de Janeiro, RJ, 17 de setembro de 1963) foi um político brasileiro. Exerceu o mandato de deputado classista constituinte em 1934, em que defendeu causas operárias atuando ao lado da esquerda do parlamento.

## Biografia
Filho de Carlos Plaster e Luísa Plaster, Guilherme Plaster iniciou os estudos na Escola Alemã de Campinas, no interior de São Paulo. No entanto, não conseguiu concluí-los pela falta de recursos financeiros.
Em 1912, casou-se com Nazareth Monteiro Plaster, nacionalidade portuguesa.
Foi operário mecânico na parte metalúrgica da Companhia MacHardy de Campinas, onde participou da fundação da Sociedade Humanitária Operária, órgão que dirigiu entre 1918 e 1922. Em 1931, foi um dos fundadores do Sindicato dos Operários Metalúrgicos de Campinas, tendo atuado como delegado-eleitor da entidade.
Em 1933, foi eleito deputado federal classista para a Assembleia Constituinte de 1934 por São Paulo e assumiu a cadeira em novembro do ano de sua eleição. Na Assembleia Constituinte, Guilherme Plaster se aliou à esquerda parlamentar e defendeu as causas operárias. Seu mandato na Câmara durou até maio de 1935, pouco menos de um ano após a promulgação da nova Constituição Federal.
Após o mandato, trabalhou como fiscal do IAPI (Instituto de Aposentadorias e Pensões dos Industriários). Faleceu no Rio de Janeiro, em decorrência de uma úlcera.